# Dolichocis laricinus
Dolichocis laricinus es una especie de coleóptero de la familia Ciidae.

## Distribución geográfica
Habita en Europa, Siberia.